# Ludwig von Borstell
Karl Leopold Heinrich Ludwig von Borstell (né le 30 décembre 1773 à Tangermünde et mort le 9 mai 1844 à Berlin) est un général de cavalerie prussien et membre du Conseil d'État prussien.

## Biographie

### Origine
Ludwig von Borstell est le troisième des quatre fils du général prussien Hans Friedrich Heinrich von Borstell (1730-1804) et de Charlotte von Ingersleben (1749-1815), fille du général prussien Johann Ludwig von Ingersleben (1703-1757).

### Carrière militaire
En 1788, Borstell rejoint le 7e régiment de cuirassiers "von Ilow (de)" de l'armée prussienne et devient plus tard l'adjudant de son père, qui à l'époque est major général et chef du régiment de cuirassiers. En 1793, il participe à la campagne du Palatinat, où il se distingue particulièrement à la bataille de Pirmasens et de Kaiserslautern. Le 11 décembre 1793, le roi Frédéric-Guillaume II lui décerne, alors sous-lieutenant, l'ordre Pour le Mérite. Son frère aîné Hans Friedrich Georg Ludwig Wilhelm von Borstell (1770-1793) est tombé à Pirmasens, dont la pierre tombale est conservée dans l'ancien cimetière. Ludwig von Borstell est membre de la société militaire. En tant que major de la Garde du Corps en 1806, à la retraite d'Iéna, il retient habilement le repoussant Ney puis se dirige vers Blücher.
Après le traité de paix de Tilsit en 1807, il devient membre de la commission mise en place pour la réorganisation de l'armée. Borstell est promu colonel en 1809 et en 1811 commandant de la brigade de Poméranie. Désireux et énergique, il entreprend l'avancée sur l'Oder en février 1813. Il commande en tant que général de division sous Bülow et prend part avec gloire à la bataille de Möckern (5 avril). Borstell décide également par son intervention opportune les victoires de Großbeeren et Dennewitz, pour lesquelles il reçoit la croix de fer de 1re classe. De plus, le roi lui décerne le 21 octobre 1813 les feuilles de chêne pour la Pour le Mérite.
Après la bataille de Leipzig, où il commande l'assaut de la banlieue de Grimma (de), promu lieutenant général, il bloque Wesel et s'avance en Belgique au début de 1814. Il joue ici un rôle majeur dans l'issue favorable de la bataille d'Hoogstraten (de) et, après avoir combattu à Courtrai, couvre le siège d'Anvers.
En 1815, il reçoit le commandement du 2e corps d'armée de l'armée de Basse-Rhénanie. Alors qu'il est encore occupé à son organisation, l'ordre de séparer les troupes saxonnes selon la division de Saxe provoque la révolte des équipes de trois bataillons saxons à Liège. Blücher ordonne que le drapeau du régiment insurgé soit brûlé et sept chefs de file sont fusillés. Cependant, Borstell promet de ne pas brûler le drapeau et déclare qu’il ne soit pas en mesure d’obéir à l’ordre de Blücher. Il est donc relevé de ses fonctions par Blücher le 8 mai 1815 et après une cour martiale en novembre 1815, il est condamné à six mois d'emprisonnement pour insubordination, qu'il commence en décembre 1815. Mais en janvier 1816, à la demande de Blucher, le roi Frédéric-Guillaume III le grâce et le nomme commandant de Magdebourg. La même année, il devient le commandant général du 1er corps d'armée à Königsberg. Le 18 juin 1825, il devient commandant général du 8e corps d'armée à Coblence et est promu général de cavalerie. De plus, le roi le nommé le 13 septembre 1825 en tant que chef du 5e régiment de cuirassiers.
Le 9 mai 1840, Borstell est mis à disposition et est nommé membre du Conseil d'État. À partir du 4 novembre 1840, il est également président de la commission générale des ordres. Il est décédé le 9 mai 1844 à Berlin et est inhumé quatre jours plus tard dans l'ancien cimetière de garnison. Sa tombe n'est pas conservée. Sa dalle funéraire est dédiée à la ville de Berlin en tant que tombe honorifique.

### Famille
Borstell se marie à Lahde le 17 septembre 1797 avec Albertine Wilhelmine Luise Amalia von Voss de la branche de Vielbaum (née le 3 mai 1777 à Berlin et morte le 2 septembre 1842 dans la même ville). Elle est la fille du propriétaire du manoir et directeur régional de l'Altmark Arnold von Voss. Le mariage est resté sans enfant.

### Honneurs
Pour ses services dans l'armée et la fonction publique, Borstell reçoit de nombreuses médailles et décorations. Il est chevalier de l'Ordre de l'Aigle Noir, de l'Ordre des Séraphins, titulaire de la Grand-Croix de l'Ordre de Guelfes et de l'Ordre du Lion de Zaeringen. Peu de temps avant sa mort, le 6 septembre 1843, 30e anniversaire de la bataille de Dennewitz, les autorités municipales de Berlin font de lui un citoyen d'honneur de la capitale prussienne.
Borstellstrasse dans le quartier berlinois de Steglitz est nommé en son honneur.